# 23 septembre en sport
23 août 23 octobre
Chronologies thématiques
- Croisades
- Ferroviaires
- Disney

Le 23 septembre est le 266e jour de l'année (267e en cas d'année bissextile) du calendrier grégorien.

## Événements

### XIXesiècle
- 1868 :
  - (Golf) : Tom Morris, Jr. remporte l'Open britannique à Prestwick[1].
- 1873 :
  - (Boxe) : Tom Allen devient le Champion d'Amérique, incontesté dans la catégorie poids lourd, lorsqu'il bat Mike McCoole au 7e round au "Château île" près de Saint-Louis dans le Missouri[2].

### XXesièclede1901à1950
- 1907 :
  - Phil Edwards, athlète de demi-fond canadien. Médaillé de bronze du relais 4 × 400 m aux Jeux d'Amsterdam 1928 puis médaillé de bronze du 800 m, du 1 500 m et du relais 4 × 400 m aux Jeux de Los Angeles 1932 et médaillé de bronze du 800 m aux Jeux de Berlin 1936. († 6 septembre 1971).
- 1910 :
  - (Aviation) : le Franco-Péruvien Jorge Chávez Dartnell effectue le premier franchissement aérien des Alpes par le col du Simplon dans son Blériot-Monoplan.
- 1912 :
  - (Football) : à Moscou, les sélections de Saint-Pétersbourg et de Moscou font match nul 2-2 devant 3 000 spectateurs. Six joueurs anglais dans l'équipe de Moscou ; deux Anglais et un Allemand dans celle de Saint-Pétersbourg.
- 1913 :
  - (Aviation) : le Français Roland Garros effectue la première traversée aérienne de la Méditerranée.
- 1934 :
  - (Sport automobile) : Grand Prix automobile d'Espagne.
- 1944 :
  - (Football) : fusion de l'Olympique lillois avec le SC Fives ce qui donne l'actuel dénommé Lille Olympique Sporting Club.

### XXesièclede1951à2000
- 1957 :
  - (Boxe) : au Yankee Stadium de New York, l'Italien Carmen Basilio bat Ray Sugar Robinson aux points et devient champion du monde des poids moyens de boxe.
- 1973 :
  - (Formule 1) : Grand Prix automobile du Canada.
- 1988 :
  - (Athlétisme) : nouveau record du 100 mètres en 9,79 secondes par le canadien Ben Johnson non homologué pour cause de dopage (voir la discussion).
  - (Natation) : Le nageur allemand Uwe Daßler bat le record du monde du 400 m nage libre, à Séoul, lors des Jeux olympiques d'été, en 3 min 46 s 95.
- 1990 :
  - (Formule 1) : Grand Prix automobile du Portugal.
- 1992 :
  - (Hockey sur glace) : La joueuse Manon Rhéaume est la première femme à jouer dans une équipe professionnelle de la LNH (Lightning de Tampa Bay)
- 2000 :
  - (Formule 1) : Grand Prix automobile des États-Unis.
  - (Natation) : l'équipe des États-Unis, composée de Lenny Krayzelburg, Ed Moses, Ian Crocker et Gary Hall Jr. bat le record du monde du 4 × 100 m 4 nages en 3 min 33 s 73 à Sydney, lors de la finale des Jeux Olympiques d'été.

### XXIesiècle
- 2005 :
  - (Cyclisme) : l'Irlandais Patrick McQuaid, ancien coureur cycliste sur route dans les années 1970, Président de la Fédération irlandaise de cyclisme de 1994 à 1998 est élu, par 31 voix (73,8 %) contre 11 (26,2 %) pour l'Espagnol Gregorio Moreno Président de l'Union cycliste internationale (UCI). Il succède ainsi pour quatre ans au Néerlandais Hein Verbruggen, qui présidait l'instance internationale du cyclisme depuis 1991.
- 2015 :
  - (Basket-ball /Championnat d'Asie) : début du Championnat d'Asie de basket-ball qui se déroule en Chine jusqu'au 3 octobre 2015.
  - (Cyclisme sur route /Championnats du monde) : victoire dans l'épreuve Élite du contre-la montre masculin du Biélorusse Vasil Kiryienka.
- 2017 :
  - (Cyclisme sur route /Championnats du monde) : sur la 6e journée des Championnats du monde de cyclisme sur route, chez les femmes, sur la course en ligne élite, victoire de la Néerlandaise Chantal Blaak et chez les garçons, sur la course en ligne, victoire du Danois Julius Johansen.

## Naissances

### XIXesiècle
- 1859 :
  - Archie Hunter, footballeur écossais. († 29 novembre 1894).
- 1870 :
  - Jacques Cariou, cavalier français. Champion olympique du saut d'obstacles, médaillé d'argent par équipes et de bronze du concours complet en individuel aux Jeux de Stockholm 1912. († 7 octobre 1931).
- 1874 :
  - Francis Lane, athlète de sprint américain. Médaillé de bronze du 100 m aux Jeux d'Athènes 1896. († 17 février 1927).
- 1877 :
  - Léon Sée, épéiste français. Médaillé de bronze de l'épée individuelle et de l'épée amateur maîtres d'armes aux Jeux de Paris 1900. († 20 mars 1960).
- 1881 :
  - Ronald Brebner, footballeur anglais. Champion olympique aux Jeux de Londres 1908 puis aux Jeux de Stockholm 1912. († 14 novembre 1914).
  - Jack Reynolds, footballeur puis entraîneur anglais. († 8 novembre 1962).

### XXesièclede1901à1950
- 1915 :
  - Sergio Bertoni, footballeur puis entraîneur italien. Champion olympique aux Jeux de Berlin 1936 et champion du monde de football 1938. (6 sélections en équipe nationale). († 15 février 1995).
- 1932 :
  - Georg Kessler, entraîneur de football allemand. Sélectionneur de l'équipe des Pays-Bas de 1966 à 1970.
- 1935 :
  - Ron Tindall, footballeur puis entraîneur anglais. († 9 septembre 2012).
- 1936 :
  - George Eastham, footballeur puis entraineur anglais. Champion du monde de football 1966. (19 sélections en équipe nationale). († 20 décembre 2024).
  - Roland Guillas, footballeur français. (9 sélections en équipe de France). († 9 novembre 2022).
- 1941 :
  - Simon Nolet, hockeyeur sur glace puis entraîneur canadien.
- 1947 :
  - Christian Bordeleau, hockeyeur sur glace canadien.

### XXesièclede1951à2000
- 1956 :
  - Paolo Rossi, footballeur italien. Champion du monde de football 1982. Vainqueur de la Coupe d'Europe des vainqueurs de coupe 1984 et de la Coupe d'Europe des vainqueurs de coupe 1984. (48 sélections en équipe nationale).
- 1958 :
  - Larry Mize, golfeur américain. Vainqueur du Masters 1987.
- 1960 :
  - Bertrand de Broc, navigateur français.
  - Luís Moya, copilote de rallye automobile espagnol. Champion du monde des rallyes 1990 et 1991. (24 victoires en Rallye).
- 1964 :
  - Clayton Blackmore, footballeur puis entraîneur gallois. Vainqueur de la Coupe d'Europe des vainqueurs de coupe 1991. (39 sélections en équipe nationale).
  - Jim Farmer, joueur et entraîneur de basket-ball américain.
  - Larry Krystkowiak, basketteur américain.
- 1965 :
  - Mark Woodforde, joueur de tennis australien. Champion olympique en double aux Jeux d'Atlanta 1996 et médaillé d'argent en double aux Jeux de Sydney 2000. Vainqueur de la Coupe Davis 1999.
- 1967 :
  - Wang Wenzhong, athlète de lancers chinois. Champion d'Asie d'athlétisme du javelot 1989.
- 1969 :
  - Donald Audette, hockeyeur sur glace canadien.
  - Tapio Laukkanen, pilote de rallye automobile finlandais.
  - Jan Suchopárek, footballeur tchécoslovaque puis tchèque. (13 sélections avec l'équipe de Tchécoslovaquie et 48 avec l'équipe de République tchèque).
- 1970 :
  - Snežana Pajkić, athlète de demi-fond serbe. Championne d'Europe d'athlétisme du 1 500m 1990.
- 1973 :
  - Valentino Fois, cycliste sur route italien. († 28 mars 2008).
- 1974 :
  - Félix Mantilla, joueur de tennis espagnol.
  - Carles Marco, basketteur espagnol. (34 sélections en équipe nationale).
  - Stéphane Molliens, pongiste handisport français. Médaillé d'argent en simple et par équipes Classes 1-2 aux Jeux de Pékin 2008 puis médaillé d'argent par équipes aux Jeux de Londres 2012, champion paralympique par équipes Classes 1-2 aux Jeux de Rio 2016 et aux Jeux de Tokyo 2020.
- 1975 :
  - Laurent Batlles, footballeur français.
- 1978 :
  - Martin Elmiger, cycliste sur route suisse. Vainqueur du Quatre jours de Dunkerque 2010.
  - Ingrid Jacquemod, skieuse alpine française. Médaillée de bronze par équipes aux Championnats du monde de ski alpin 2005.
- 1979 :
  - Ricky Davis, basketteur américain.
  - Lote Tuqiri, joueur de rugby à XV et à XIII fidjien puis australien. (3 sélections avec l'Équipe des Fidji de rugby à XIII), (4 sélections avec l'Équipe d'Australie de rugby à XIII et 67 avec l'Équipe d'Australie de rugby à XV).
- 1980 :
  - Leonardo Morsut, volleyeur italien. (16 sélections en équipe nationale).
  - Dwight Thomas, athlète de sprint et de haies jamaïcain. Champion du monde d'athlétisme du relais 4 × 100 m 2009.
- 1981 :
  - Robert Doornbos, pilote de F1 néerlandais.
- 1982 :
  - Eduardo Costa, footballeur brésilien. (7 sélections en équipe nationale).
  - Kamil Wiśniewski, pilote de rallye-raid en quad polonais.
- 1983 :
  - Joffrey Lupul, hockeyeur sur glace canadien.
  - Marcelo Melo, joueur de tennis brésilien.
- 1984 :
  - Matt Kemp, joueur de baseball américain.
  - Gareth Murray, basketteur écossais. (28 sélections en équipe nationale).
- 1985 :
  - Camille Belhache, volleyeur français.
- 1986 :
  - Eduarda Amorim, handballeuse brésilienne. Championne du monde de handball féminin 2013. Victorieuse des Ligue des champions de handball féminin 2013, 2014, 2017, 2018 et 2019. (116 sélections en équipe nationale).
- 1987 :
  - Ogooluwa Adegboye, basketteur nigérian puis anglais. (28 sélections en équipe nationale).
- 1988 :
  - Juan Martín del Potro, joueur de tennis argentin. Médaillé de bronze en simple aux Jeux de Londres 2012 puis d'argent aux Jeux de Rio 2016. Vainqueur de l'US Open de tennis 2009 et de la Coupe Davis 2016.
  - Geoffrey Lembet, footballeur franco-centrafricain. (24 sélections avec l'équipe de République centrafricaine).
  - Shanaze Reade, cycliste sur piste et de BMX britannique. Championne du monde de cyclisme sur piste par équipe 2007 et 2008. Championne du monde de BMX de la course élite 2007, 2008, 2010 et championne du monde de BMX du contre-la-montre 2011.
  - Yannick Weber, hockeyeur sur glace suisse.
- 1989 :
  - Brandon Jennings, basketteur américain.
- 1991 :
  - Melanie Oudin, joueuse de tennis américaine.
- 1992 :
  - Loïc Chetout, cycliste sur route français.
  - Antonio Nibali, cycliste sur route italien.
  - Oğuzhan Özyakup, footballeur néerlando-turc. (41 sélections avec l'équipe de Turquie).
  - Finn Russell, joueur de rugby à XV écossais. (46 sélections en équipe nationale).
- 1994 :
  - Louisa Lippmann, volleyeuse allemande. (60 sélections en équipe nationale).
- 1997 :
  - Tyus Battle, basketteur américain.
  - Tyler Cook, basketteur américain.
- 1998 :
  - Tevin Brown, basketteur américain.
  - Solène Ndama, athlète de haies et d'épreuves combinées française.
- 1999 :
  - Hicham Boudaoui, footballeur algérien. (18 sélections en équipe nationale).

### XXIesiècle
- 2001 :
  - Karel Pojezný, footballeur tchèque.
- 2005 :
  - Lorencio Boyer Gallardo, joueur de rugby à XV français.

## Décès

### XXesièclede1901à1950
- 1914 :
  - Gaston Lane, 31 ans, joueur de rugby à XV français. (16 sélections en équipe de France). (° 23 janvier 1883).
- 1934 :
  - Lucien Gaudin, 47 ans, épéiste, fleurettiste et sabreur français. Médaillé d'argent du fleuret par équipes et du sabre par équipes aux Jeux d'Anvers 1920, champion olympique du fleuret par équipes et de l'épée par équipes aux Jeux de Paris 1924 puis champion olympique du fleuret individuel et de l'épée individuelle ainsi que médaillé d'argent du fleuret par équipes aux Jeux d'Amsterdam 1928. Champion du monde d'escrime de l'épée individuelle 1921. (° 27 septembre 1886).

### XXesièclede1951à2000
- 1955 :
  - Martha Norelius, 45 ans, nageuse américaine. Championne olympique du 400 m aux Jeux de Paris 1924 et du 400 m puis du relais 4 × 100 m nage libre aux Jeux d'Amsterdam 1928. (° 20 janvier 1910).
- 1975 :
  - René Thomas, 79 ans, pilote de courses automobile, de courses motocycliste français puis pionnier de l'aviation. Vainqueur des 500 miles d'Indianapolis 1914. (° 7 mars 1886).
- 1977 :
  - Maurice Dupuis, 63 ans, footballeur français. (9 sélections en équipe de France). (° 4 février 1914).
- 1983 :
  - Georges Vandenberghe, 41 ans, cycliste sur route belge. (° 28 décembre 1941).
- 1987 :
  - Henry Liddon, 55 ans, copilote de rallyes automobile britannique. (° 20 avril 1932).

### XXIesiècle
- 2004 :
  - Billy Reay, 86 ans, hockeyeur sur glace canadien. (° 21 août 1918).
- 2008 :
  - Rudolf Illovszky, 86 ans, footballeur puis entraîneur hongrois. (3 sélections en équipe nationale). Sélectionneur de l'Équipe de Hongrie de 1966 à 1967 et de 1971 à 1974. Médaillé d'argent aux Jeux de Munich 1972. (° 21 février 1922).
- 2011 :
  - Marcel Boishardy, 66 ans, cycliste sur route français. (° 7 février 1945).
  - Orlando Brown, 40 ans, joueur de foot U.S. américain. (° 12 décembre 1970).
- 2012 :
  - Corrie Sanders, 46 ans, boxeur sud-africain. Champion du monde poids lourds de boxe de mars 2003 à octobre 2003. (° 7 janvier 1966).
- 2013 :
  - John Hipwell, 65 ans, joueur de rugby à XV australien. (36 sélections en équipe nationale). (° 24 janvier 1948).
- 2016 :
  - Marcel Artelesa, 78 ans, footballeur puis entraîneur français. (21 sélections en équipe de France). (° 2 juillet 1938).
  - Michel Rousseau, 80 ans, cycliste sur piste français. Champion olympique de la vitesse individuelle aux Jeux de Melbourne 1956. Champion du monde de vitesse masculin 1956 et 1957. (° 5 février 1936).
- 2023 :
  - Noël Tijou, 81 ans, athlète de fond français. (° 12 décembre 1941).